# Лемго
Ле́мго (нем. Lemgo) (нижненемецкий — Лемге, Лемье) — город в Германии, в земле Северный Рейн — Вестфалия. Подчинён административному округу Детмольд. Входит в состав района Липпе. Население составляет 39 895 человека (на 31 декабря 2023 года). Занимает площадь 100,85 км². Официальный код — 05 7 66 044. Студенческий город, третий по величине в районе Липпе, входит в технологический пояс Восточная Вестфалия-Липпе. Расположен в 25 км к востоку от Билефельда.
Лемго был основан владетельным домом Липпе в 1190 году как населённый пункт на пересечении важных торговых путей (плановый город). Вместе с Липпштадтом (расположенным в районе Зост) Лемго относится к старейшим городам княжества Липпе. В 1245 году Лемго получил права города, а в 1324 году он вошёл в Ганзейский союз и до сих пор носит титул ганзейского города. С того времени сохранились сотни зданий. До 1973 года Лемго был районным центром, но после административно-территориальной реформы вошёл в район Липпе.
В настоящее время город с пригородами является центром сельского хозяйства в специфических условиях полугорной местности. Наиболее значимые отрасли промышленности — металлообработка, производство инструментов для медицинских зубных кабинетов, машиностроение, промышленная электроника, а также сфера услуг. В Лемго размещается центр Высшей школы Восточная Вестфалия-Липпе (научно-исследовательский университет). Также Лемго известен в Германии как один из значимых центров Федеральной Гандбольной лиги TBV Lemgo.
В связи с 500-летием Реформации (2016 год) Лемго вошёл в число 62 городов 13 стран Европы, получивших титул «Европейский город Реформации».
Город является родиной липпских соломенных булок.

## География

### Географическое положение
Лемго расположен в долине реки Бега на холмистой возвышенности Липпе, невысоком горном хребте на севере округа Липпе, на северо-востоке федеральной земли Северный Рейн-Вестфалия. Территория на северном краю Немецкого среднегорья граничит на севере с холмами Виен, на юге — с Тевтобургским Лесом, а на востоке — с рекой Везер и естественным образом относится к Везербергланду. Хотя город был основан в долине, он простирается до окружающих горных вершин и занимает большую территорию на возвышенности Липпе. Самая низкая точка — 83 м — находится в долине реки Бега на границе с Бад-Зальцуфленом в районе Лиме. Самая высокая точка города — гора Виндельштайн (высотой 347 м над уровнем моря) расположена в Лемгоер Марк к востоку от центра города.
Ближайшие крупные города — Минден на севере (29 км), Билефельд на западе (25 км), а также Детмольд (10 км) и Падерборн (35 км) на юге. Окрестности Липпе относятся к региону Восточная Вестфалия-Липпе.
| Херфорд — 18 км Оснабрюк — 65 | Минден— 29 Бремен — 116      | Хамельн — 32 Ганновер — 70 |
| Билефельд — 25 Мюнстер — 87   | Компас                       | Магдебург — 186            |
| Гютерсло — 38 Дортмунд — 114  | Детмольд — 10 Падерборн — 35 | Кассель — 87               |

Старый город Лемго расположен на северном берегу реки Бега, правого притока реки Верре, которая здесь протекает с востока на запад.

### Структура города
Город подразделяется на 14 городских районов.

## Достопримечательности

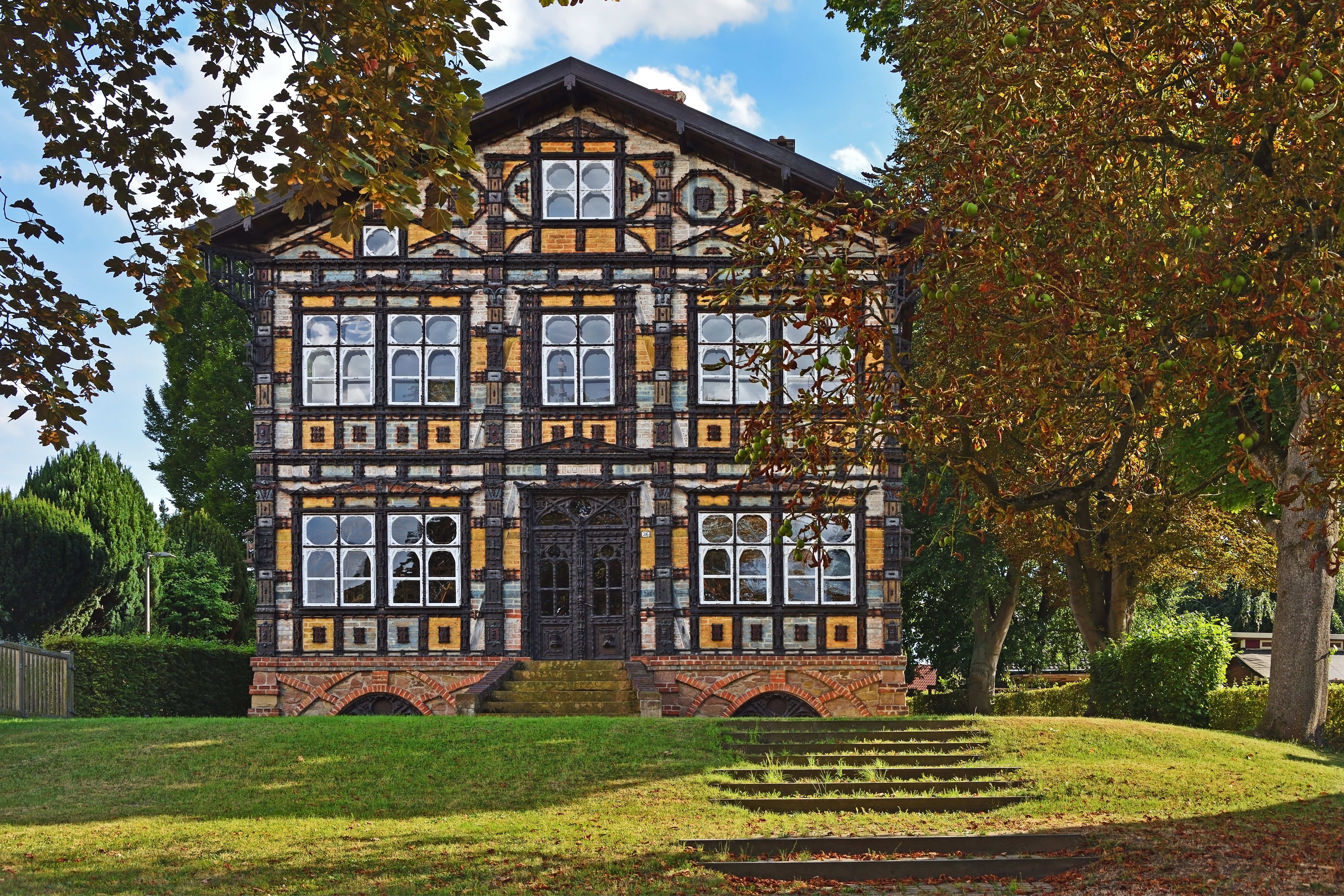
Дом Карла Юнкера

- Рыночная площадь с ратушей[нем.] в стилях готики и везерского ренессанса
- Хексенбюргермайстерхаус[нем.], или «дом бургомистра, охотника на ведьм» – жилой дом в стиле везерского ренессанса
- Замок Браке[нем.] – замок в стиле везерского ренессанса с музеем везерского ренессанса.
- Юнкерхаус[нем.] – фахверковый дом конца XIX века, построенный Карлом Юнкером[нем.] (1850–1912) по собственному проекту в стиле, представляющем собой смешение нескольких направлений рубежа XIX–XX веков, и, среди прочего, интересном резным интерьером и мебелью собственного дизайна.
- Несколько десятков жилых зданий, построенных не позднее XVI века: фахверковые дома с богатой деревянной резьбой и каменные дома в стиле везерского ренессанса.